# Georgina Bardach
Georgina Bardach (Córdoba, Argentina, 18. kolovoza 1983.) je argentinska plivačica, prema jednim izvorima hrvatskog podrijetla, a prema drugim izvorima, sirolibanonsko-arapskog podrijetla.  Plivačka je reprezentativka i rekorderka. Sestra je plivačice Virginije Bardach.
Sudionica triju Olimpijskih igara. Na OI 2000. u Sydneyu, premda je srušila argentinski rekord na 400 m mješovito, nije prošla u završnicu.
Na OI 2004. u Ateni osvojila je broncu na 400 m mješovito, na 200 m leptir bila je 21. u kvalifikacijama, a na 200 m mješovito bila je 13. u poluzavršnici.
Na OI 2012. u Londonu ispala je u kvalifikacijama na 400 m mješovito s vremenom 4:57.31 kojim je bila 34. Sudjelovala je i u plivačkom maratonu na 10 km, a odustala je dok je bila 17. s vremenom 2:01:02.2
Višestruka je osvajačica odličja s Južnoameričkih igara.
Na Panameričkim igrama 2011. bila je 7. na 200 m mješovito, 4. u kvalifikacijskoj skupini na 400 m mješovito, 6. u štafeti na 4 x 200 m slobodno te 5. u štafeti na 4 x 100 m mješovito.
Na južnoameričkom prvenstvu 2004. u urugvajskom Maldonadu vratila se s nekoliko odličja, a u argentinskoj štafeti 4 x 100 m mješovito nije ostvarila rezultat, jer je štafeta diskvalificirana.
2010. joj je Zaklada Konex dodijelila srebrnu nagradu Konex za najbolju plivačicu desetljeća u Argentini.